# (469514) 2003 QA91
(469514) 2003 QA91, também escrito como (469514) 2003 QA91, é um objeto transnetuniano que está localizado no cinturão de Kuiper, uma região do Sistema Solar. Ele é classificado como um cubewano. O mesmo possui uma magnitude absoluta de 5,5 e tem um diâmetro estimado com cerca de 188 km. Este corpo celeste é um sistema binário, o outro componente, o S/2007 (469514) 1, possui um diâmetro estimado em cerca de 180 km.

## Descoberta
(469514) 2003 QA91 foi descoberto no dia 24 de agosto de 2003 pelo astrônomo Marc W. Buie através do Observatório de Cerro Tololo que está situado em La Serena, Chile.

## Órbita
A órbita de (469514) 2003 QA91 tem uma excentricidade de 0,069 e possui um semieixo maior de 44,200 UA. O seu periélio leva o mesmo a uma distância de 41,143 UA em relação ao Sol e seu afélio a 47,256 UA.